# Setmana Santa a Palma
La Setmana Santa de Palma es desenvolupa de Diumenge de Rams al dia de Pasqua, exclòs el Dissabte Sant i a més del Divendres dels Dolors, i té el seu origen en la processó del Sant Crist de la Sang.
Les processons les organitza l'Associació de Confraries de Setmana Santa de Palma. El segle xix, l'organització de les processons requeia en la Junta Provincial de Beneficència. Tot i l'aparició de les noves confraries a partir del segle xx, no aparegueren assajos d'una millor organització fins als anys cinquanta, quan hi començà a haver contactes entre les confraries de la ciutat per organitzar noves processons i establir criteris comuns. El 1951 es constituí una junta honorària i una altra d'executiva per l'organització dels actes de Setmana Santa, posteriorment anomenat Comitè de Setmana Santa i més tard reanomenat Associació de Confraries de Setmana Santa.
Els actes més rellevants d'aquesta celebració són les processons, la més important de les quals és la del Sant Crist de la Sang. Entre les característiques de les processons mallorquines hi ha la participació de totes les confraries en la mateixa processó (generalment una per dia), el costum de repartir confits de caperutxa als infants que miren la processó, el costum de cantar el credo dins l'església en el punt final de la processó i la presència d'imatges discretes i portades amb andes per quatre persones (més que no pas grans passos portats per molta gent).

## Història

### Orígens

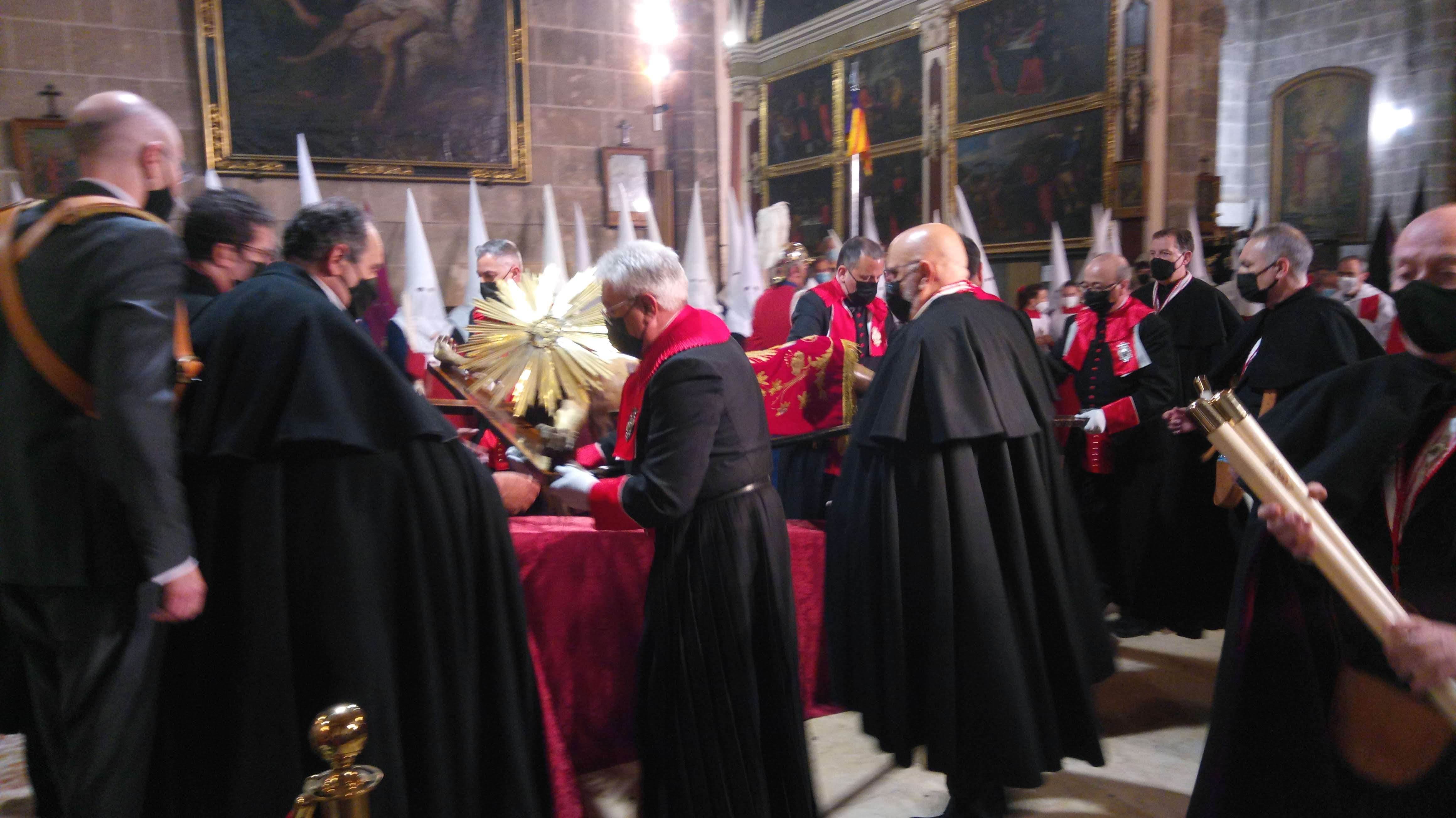
Els prohoms, a punt per treure el Sant Crist

Els orígens de les processons a Palma giren entorn del Sant Crist de la Sang i de la processó celebrada el Dijous Sant per passejar-lo per la ciutat. En els inicis d'aquesta celebració hom hi troba un caràcter doble: per una banda el caràcter penitent dels participants, que es deixuplinaven amb la voluntat d'expiar pecats però també d'emular el patiment en la Passió de Crist; i per altra la promoció d'una processó com a obra pia per recollir almoines en benefici de l'Hospital General. Pel que fa a l'element penitencial, ja abans del Concili de Trento es documenta una missa en Dijous Sant per la reconciliació dels penitents. Pel que fa a la vinculació a l'Hospital, aquest hospital es fundà el segle xv, i segurament la imatge de la Sang data del mateix segle; ja en el segle xvi es documenta la Confraria de la Sang i la processó del Dijous, que sortia de l'Església de la Sang i recorria la ciutat passant per tots els convents de monges de clausura per tal que poguessin veure la imatge. Ja llavors és manifesta la presència de penitents que es flagel·laven durant el recorregut, amb el cap cobert amb caperutxes o cuculles per preservar l'anonimat del pecador.
Ja dins el mateix segle xvi s'incorporà a la processó un tercer element que fou clau pel desenvolupament de la celebració fins al segle xix: la participació activa dels col·legis professionals. Cada col·legi participava en la processó, agrupats i seguint un orde, i portant imatges dels seus sants patrons i també d'escenes de la Passió. Vestien de blanc, amb caperutxes i llanternes. El Dijous Sant, els col·legis desfilaven davant la confraria de la Sang i per orde cronològic respecte de la seva fundació, essent el primer el més modern i el darrer el més antic (un costum que es manté actualment per les confraries). A més, desfilaven exhibint un «pas» de la vida de Crist:
| - Moliners de vent: el Degollament dels Innocents - Porgadors i mesuradors: la Transfiguració - Corders: la Samaritana - Velluters: la Resurrecció de Llàtzer - Flassaders: l'entrada triomfal a Jerusalem - Marxandos: l'Acomiadament de Maria - Capellers: la Santa Cena - Esparters: l'Oració a l'hort - Moliners d'aigua: Sant Pere tallant l'orella a Malc | - Blanquers: la Traïció de Judes - Traginers: la Sentència de Jesús - Hortolans: els Escarnis a Jesús - Picapedrers: d'Herodes a Pilat - Carnissers: la Flagel·lació de Jesús - Forners: Jesús coronat d'espines - Teixidors de lli: l'Ecce Homo - Pescadors: el Lavatori de Pilat | - Gerrers: Jesús portant la Creu - Boters: la Verònica - Fusters: la Caiguda de Jesús - Sabaters: els soldats es juguen la túnica de Jesús - Sastres: Jesús clavat a la Creu - Teixidors de llana: Jesús beu de l'esponja - Paraires: Jesús crucificat - Ferrers: Maria al peu de la Creu |

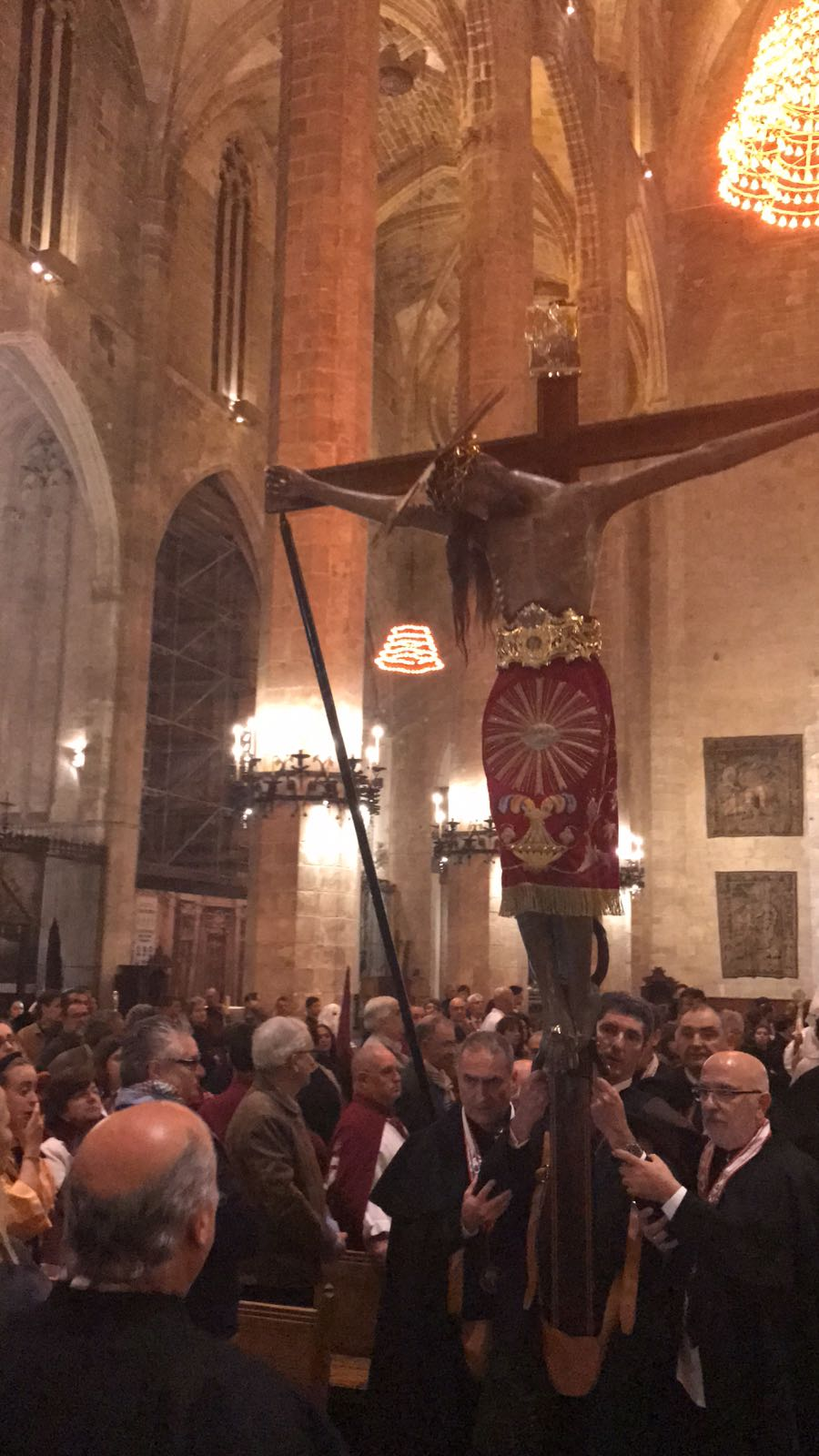
El Sant Crist de la Sang entrant dins la Seu un Dijous Sant

Per altra banda, el Divendres Sant la celebració continuava, i es representava un Davallament (que es manté a alguns pobles de l'illa) i tot seguit continuava la processó del dia anterior, bé fos una repetició o una continuació, si és que s'allargava massa. Aquest dia la processó acabava amb l'Enterrament de Jesús.

### Desenvolupament
Tot al llarg del segle xvii i xviii, la celebració es mantengué i s'estengué amb fervor als pobles. Però també començà a aparèixer un cert caràcter festiu o poc respectuós, com ara el de regalar ramells de flors a les al·lotes o confits dins les esglésies, venuts per confiters i sucrers que paraven taules als carrers. Totes aquestes pràctiques foren censurades per les autoritats (fins i tot el bisbe Díaz de la Guerra va provar de prohibir les processons de Setmana Santa, sense reeixir), però han perviscut fins a l'actualitat. Per altra banda, ja dins el segle xviii, els confrares substituïren la seva vesta blanca per una de negra.
El segle xviii, el Divendres Sant es popularitzà la meditació de les escenes del Via Crucis entre els que assistien a les funcions a les esglésies, al Davallament i a l'Enterrament, i a més hi havia processó. A més de la que continuava la del Dijous, hom en documenta una al desaparegut convent de Sant Francesc de Paula, en què es treia una imatge de la Mare de Déu de la Soledat obra de l'Adrià, que actualment surt a les processons amb la Confraria de Santa Creu i ha canviat l'advocació pel de la Mare de déu dels Dolors.
Així doncs, a més de la processó del Dijous Sant, a Palma s'havien celebrat, en Divendres Sant, la processó del Sant Enterrament, protagonitzada pel mateix Crist de la Sang; la processó de la Soledat, que sortia del convent de Sant Francesc de Paula; i el Davallament, que tenia lloc a la Catedral.

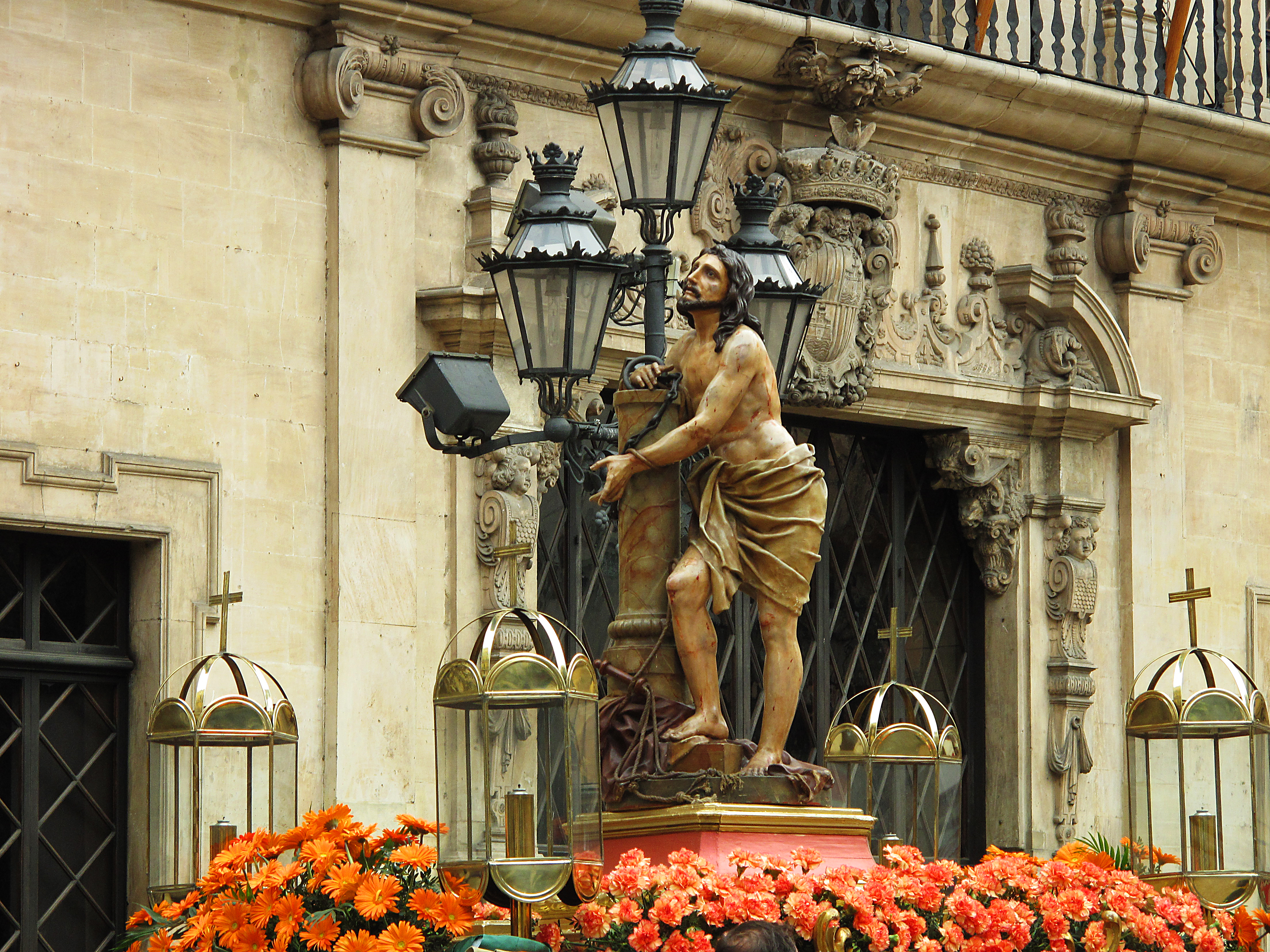
Jesús Assotat, obra de Salvador Torres (1867)

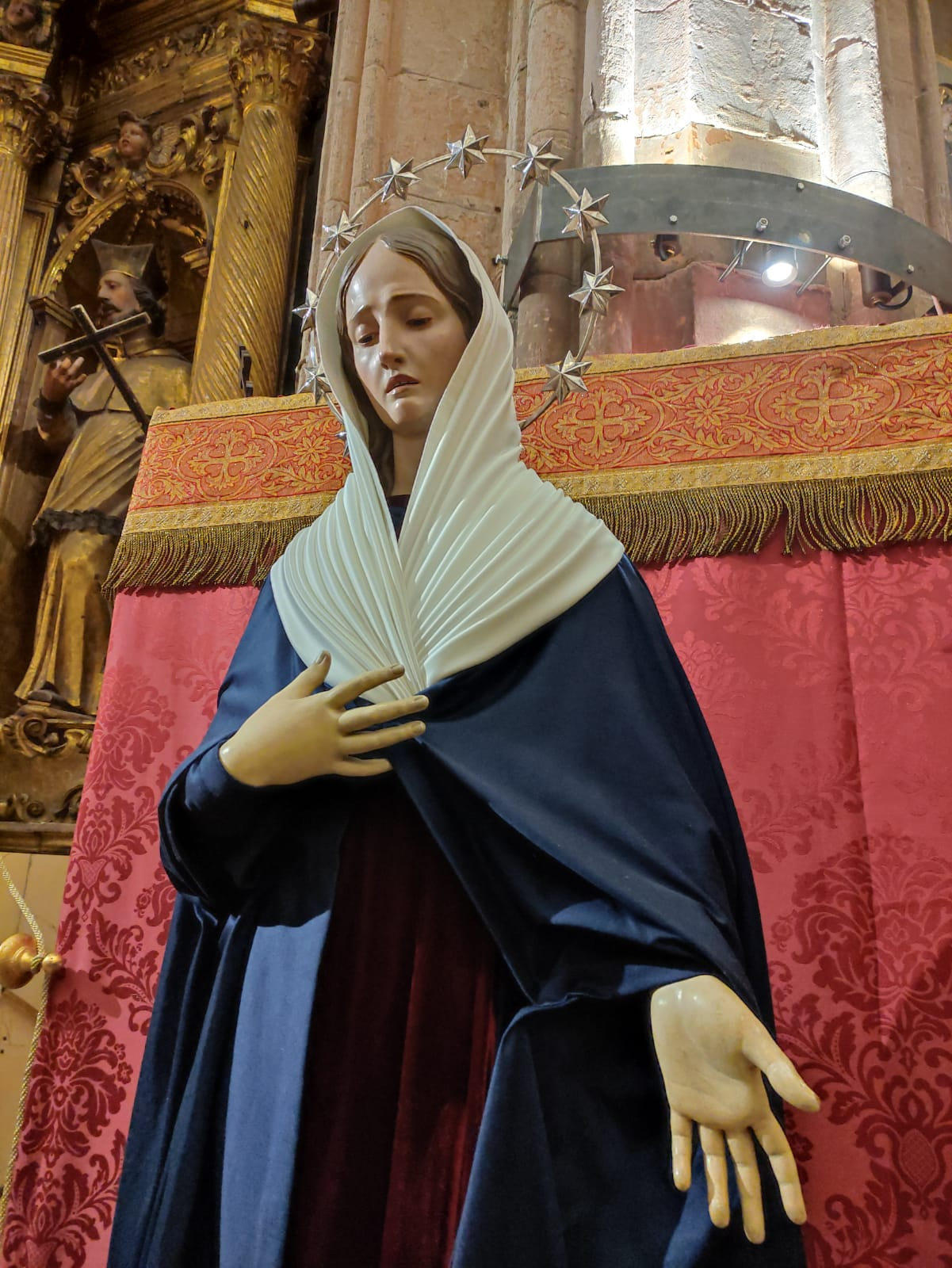
La Dolorosa, obra de Guillem Galmés (1890) i propietat de la família Ferrer

### Decadència i reforma
La introducció del liberalisme dins l'Estat Espanyol perseguí la figura dels col·legis professionals, que foren convertits en voluntaris el 1813 i el 1820 i abolits definitivament el 1836, acabada la Dècada Ominosa. Aquest fet afectà intensament la processó de la Sang, que perdé la col·laboració de bona part dels participants i passà a ser organitzada exclusivament per la Confraria de la Sang, de manera que perdé part del caràcter popular i esdevengué una celebració clerical en la qual només participaven clergues i les associacions parroquials. La Setmana Santa a Palma, per tant, passà a estar formada per una sola confraria, fet que no es revertiria fins a 1902.
Joaquim Maria Bover ens dona notícia que, a la processó de 1824, després de la recuperació dels col·legis, tornaren a fer-hi aparició, però amb menys imatges que de costum perquè unes s'havien venut i altres les havien robades. Desapareguts definitivament els col·legis, la decadència continuà, i el trienni esparterista (1841-43) comportà oposició per part de les autoritats civils. Seguí aquest trienni una recuperació durant els darrers anys d'Isabel II que fou clau pel nou caràcter que acabaria per adquirir la celebració: amb la voluntat de renovar la processó de Dijous Sant, es pintaren noves veixil·les i estendards (obra dels pintors Gabriel Reiners, Joan Mestre, Francesc Parietti i Ricard Ankerman) i es feren noves imatges (1867), per substituir les antigues perdudes, venudes o en mal estat, totes d'una sola figura i portades amb andes per quatre persones:
- Jesús a l'hort, obra de Lluís Font.[b][7]
- Jesús assotat, obra de Salvador Torres.[c]
- Ecce Homo, obra de Gabriel Joan Marroig.[d]
- Jesús carregat amb la creu, obra de Lluís Font.[e][7]

D'aquestes imatges, actualment les tres primeres surten a les processons cada any, però la primera és l'única que encara és portada amb andes, la manera tradicional. Pocs anys més tard, es feren dues imatges més:
- La Dolorosa, obra de Llorenç Ferrer.[f]
- Una altra Dolorosa, obra de Guillem Galmés (1890).[g][7]

Per altra banda, el 1856 la Parròquia de Santa Eulàlia organitzà una processó el Divendres Sant per acompanyar la imatge de la Mare de Déu de les Angúnies que havia fet l'Adrià el 1815. Aquesta processó se celebrà durant uns anys fins que desaparegué, segurament durant el Sexenni Democràtic.
Però aquesta renovació anà seguida del boicot de part de les autoritats durant el Sexenni Democràtic (1868-1874), que acabà amb la no celebració durant la Primera República. Ja definitivament el 1875 es restablí la normalitat en les celebracions de Setmana Santa durant la Restauració Borbònica, i es començà a descabdellar el nombre de processons realitzades: el 1877 ja hi hagué processó a la Seu el Diumenge del Ram, amb rams i palmes.

### Les noves confraries
El 1902 es fundà la primera confraria de Palma, la confraria de la Creu de Calatrava, inspirada en les confraries sevillanes, i darrere aquestes en vengueren moltes més: la de la Dolorosa (1910), la de les Cinc Llagues (1917), la de la Santa Faç (1923), i així fins a catorze l'any de la proclamació de la Segona República. Aquestes noves confraries, a diferència de les dels antics col·legis, no estaven vinculades a un ofici sinó a una parròquia, una organització religiosa o a la devoció a una imatge, i tenien vestes uniformades i estatuts, inspirades com estaven en les confraries de Sevilla.
De tota manera, la devoció pel Sant Crist de la Sang era comuna a totes les confraries, de manera que la processó del Dijous Sant continuava de ser l'acte central i comptava amb la participació de totes les confraries. No obstant això, començaren a aparèixer més processons, en les quals solament participava la confraria titular i qualcuna de convidada. En la coordinació d'aquestes noves processons tengué un paper important el nou Comitè de Setmana Santa, embrió de l'actual Associació de Confraries, consolidada al llarg dels anys cinquanta i que s'encarrega d'organitzar i coordinar les processons. La processó de Dimarts Sant era la titular la Confraria de la Dolorosa, que treia el seu pas homònim; el 1951 s'inicià la processó del Dimecres Sant pel barri de Santa Creu, de la qual és titular la confraria homònima; el 1955 se celebrava la processó del Sant Crist dels Navegants pel barri de Santa Catalina, de la qual era titular la confraria del Crist dels Navegants. El 1959 se celebraven quatre processons el Divendres Sant: la de Nostra Senyora de la Soledat (organitzada per la Confraria de la Soledat pel barri homònim), la de Nostra Senyora de la Salut (organitzada per la confraria homònima pel barri del Terreno), la de Nostra Senyora del Remei (organitzada per la Confraria del Remei del Molinar pel barri homònim) i la del Sant Enterrament (organitzada per la Confraria de la Creu de Calatrava pel barri de la Calatrava).

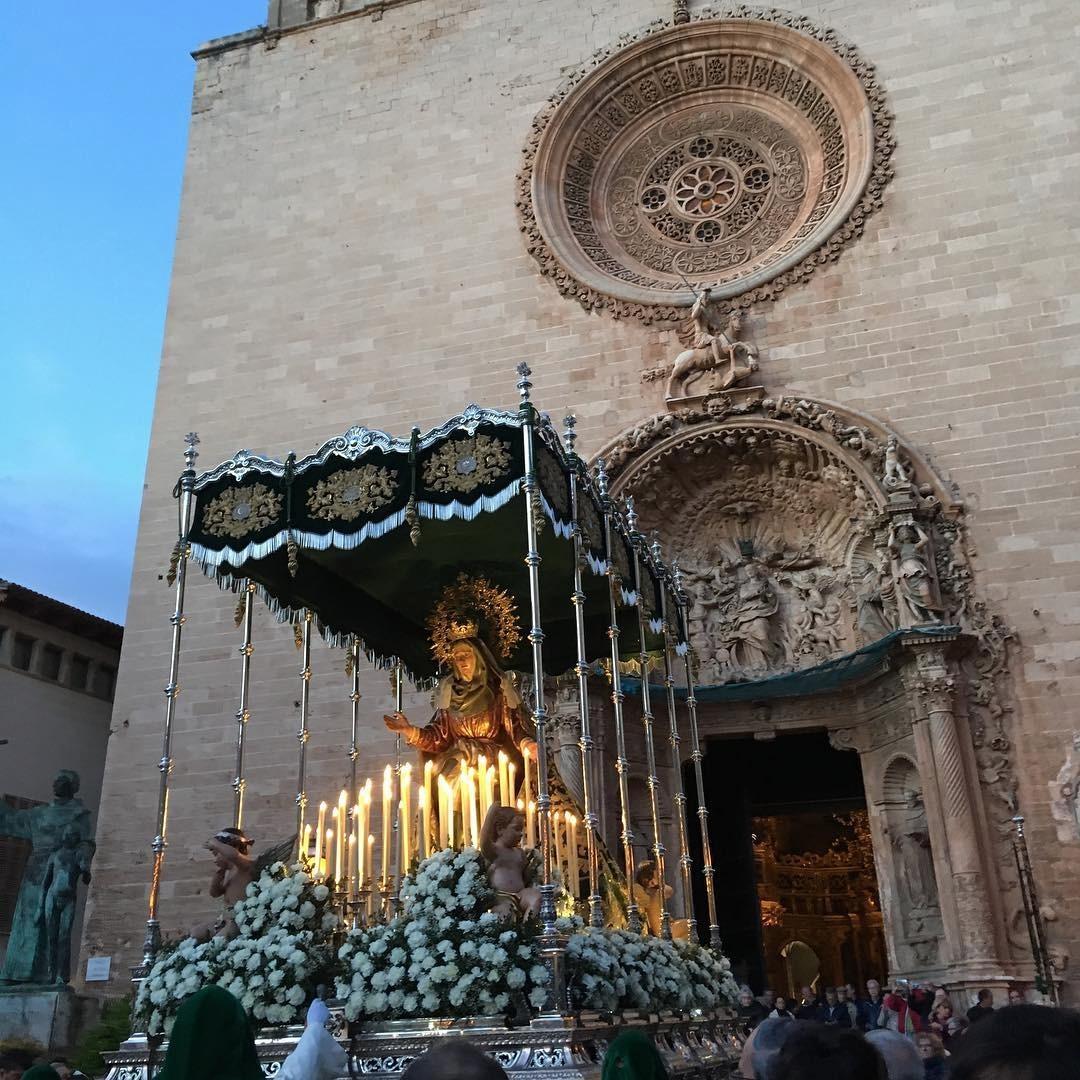
El pas de la Mare de Déu de l'Esperança, de la confraria homònima, sortint de la Basílica de Sant Francesc.

El 1954 fou un any important. Fins llavors, les imatges que es treien eren d'imatgeria mallorquina, d'una sola figura i portades amb andes per quatre persones, per bé que s'havien començat a introduir les rodes. Aquell any s'estrenà un nou pas, el de la Mare de Déu de l'Esperança, patrocinat per Elionor Servera, esposa del magnat Joan March i Ordinas, realitzat seguint la tradició sevillana, amb un pali ricament ornat i portat per costalers. El pas esdevengué un dels principals reclams de les processons de Setmana Santa darrere del Crist de la Sang, i suposà un precedent pel que fa a la participació de costalers.

### Decadència i resorgiment
Tot i que les processons no havien minvat durant la República i que el Franquisme afavorí el fenomen, l'aperturisme tardofranquista que començà els anys seixanta suposà un mal període per les processons de Setmana Santa. Els valors de la societat canviaven molt ràpidament i la religiositat del poble decreixia, cosa que perjudicà molt la popularitat i interès del poble per les processons. Els anys setanta començaren a aparèixer processons, de manera que durant un temps només se celebraven les de Diumenge del Ram, Dimarts Sant, Dijous Sant i Divendres Sant. Els anys vuitanta desaparegueren les primeres confraries (la de Sant Isidor i la de Santa Marta), i durant trenta anys no se'n fundà cap de nova. Per refrenar aquesta decadència, l'Associació de Confraries accedí a una demanda molt reivindicada: la de la participació de les dones en les processons, que darrerament ja ho havien començat a fer aprofitant l'anominat de la caperutxa. Aquest canvi comportà un augment molt important en la participació i impedí que aquesta tradició entràs en crisi.
Les processons a Palma entraren dins el segle xxi amb la intenció d'augmentar la popularitat; per això, ja recuperades les processons en Dilluns i Dimecres Sant, s'obrí la porta a celebrar processons simultànies aquests dos dies, circumstància que s'aprofità el 2004 per portar les processons a les diverses barriades de la ciutat. Un altre fenomen destacat fou el de la creació de nous passos, qualcun de portat per desenes de costalers: mentre que durant quaranta anys només hi havia un pas d'aquestes característiques (el de l'Esperança), el 2019 n'hi havia entorn de deu; i, si hom compta passos amb rodes, actualment solament tres confraries (la del Silenci, la dels Cartoixans i la de la Mercè) no tenen cap pas.
El 2020, per primera vegada d'ençà de 1874, no se celebrà cap processó de Setmana Santa a Palma, atesa la situació de la  pandèmia per coronavirus, circumstància que es repetí el 2021.

## Actes

### Divendres de Dolors
El Divendres de Dolors se celebra la processó dels estendards. S'inicia el recorregut a l'església dels Caputxins per acabar a l'església de Sant Francesc, on posteriorment es llegeix el pregó. En aquesta processó participen tres membres de cada confraria portant el seu estendard.

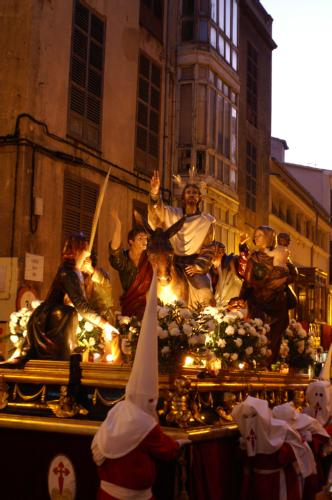
L'Entrada a Jerusalem, pas de la Confraria de Sant Jaume, titular de la processó de Diumenge del Ram

### Diumenge de Rams
El Diumenge de Rams es commemora l'Entrada de Jesús a Jerusalem. La confraria titular d'aquesta processó és la Confraria de Sant Jaume, però hi participen totes les confraries de la ciutat i confraries convidades d'altres pobles, totes amb palmes en comptes de ciris. La processó surt de l'Església de Sant Jaume per acabar a l'Església de la Concepció, tot i que altres anys ha acabat a l'església de les Caputxines, a la de Santa Clara i a la de Sant Gaietà.

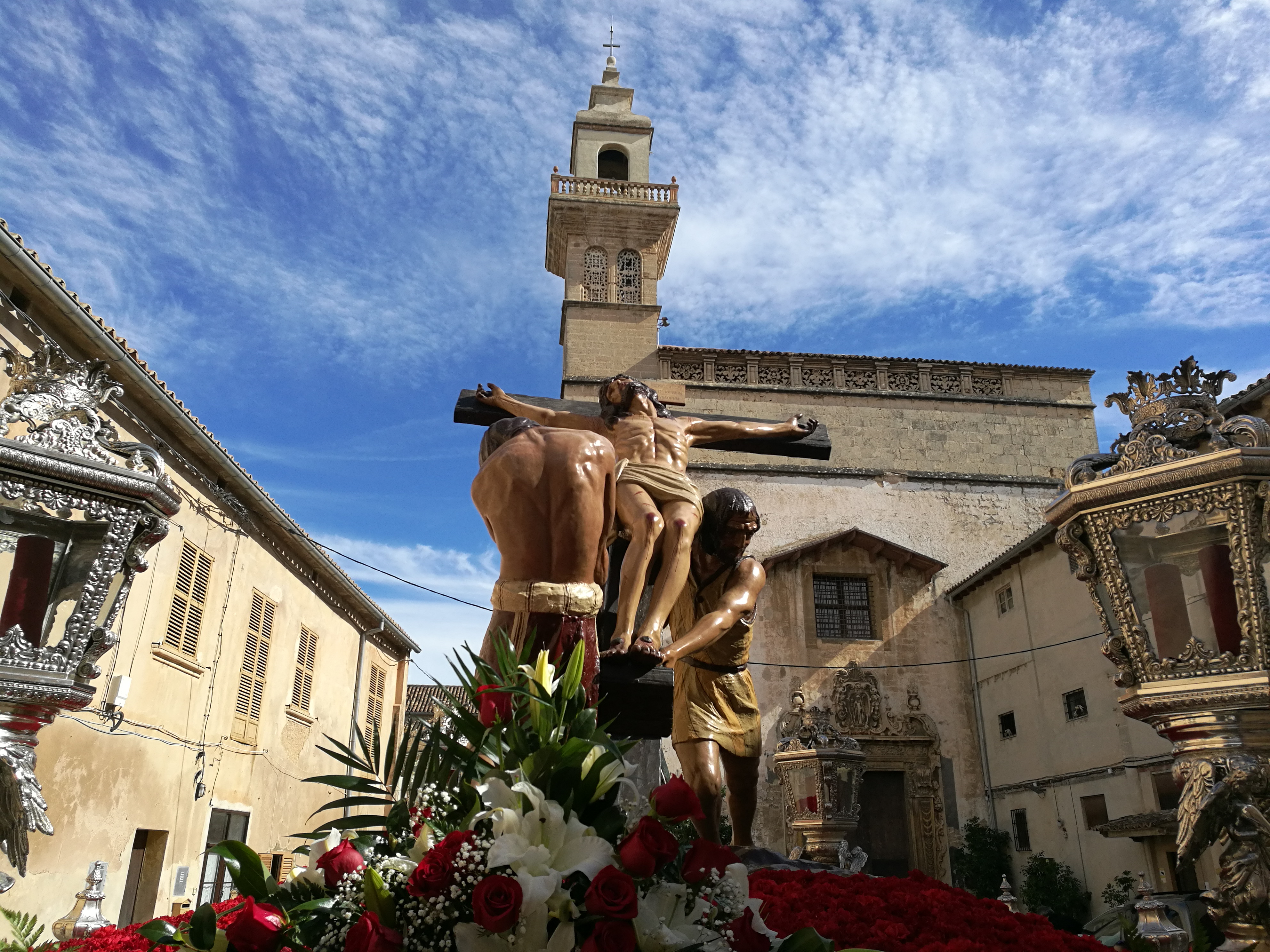
Imatge al Convent de Santa Clara un Dilluns Sant

### Dilluns Sant
A final del segle xix, el Dilluns Sant sortia una processó del convent dels Caputxins en què sortien també caperutxes. Aquesta processó, malgrat tot, i actualment les del Dilluns Sant són de les processons més recents de Palma, de poc més de cinquanta anys d'existència. Els recorreguts i les confraries titulars anaren variant, i hi arribà a haver sis processons simultànies a començament del segle xxi: la Processó de l'Oració, pel barri de Sant Miquel i la Mercè i d'itinerari variant, i que ja s'havia celebrat de 1952 a 1971; la del Sant Crist de l'Agonia, del Convent de Santa Clara; la del Sant Crist dels Boters, pels barris de la Llonja i el Puig de Sant Pere amb sortida i final a l'Església de Sant Joan de Malta; la de l'Esperança, de la confraria homònima, amb punt de partida a l'església de Sant Francesc; i la del Camí del Calvari, en la qual participaven les confraries de les barriades de Santa Catalina i Son Espanyolet. Aquesta darrera reprenia l'antiga processó del Sant Crist dels Navegants, que se celebrà de 1955 a 1968 també pel barri de Santa Catalina, i que tenia origen en el recorregut que feien Dimecres Sant les confraries de la barriada, sortint de l'església de Sant Sebastià, per unir-se a la de Santa Creu; la processó fou reeditada el 2007 i altres anys alternant amb la del Camí del Calvari. El 2018 es produí una reforma que limità el nombre de processons, i actualment només se celebren les més antigues: la dels Boters i una nova processó que unifica la de l'Agonia amb la de l'Esperança.
El 1972, després que es cancel·làs la processó de l'Oració, se celebrà la processó de la Segona Caiguda, de la qual era titular la confraria de la Joventut Oratoriana i sortia de la seva església, la dels Caputxins. Se celebrà tres anys i no es tornà a editar. El 1985, després d'uns anys sense cap processó en Dilluns Sant, se celebrà la processó de Jesús a l'Hort, que sortí del convent de Santa Clara, es tragué la imatge homònima, obra de Lluís Font (1867), i la confraria titular era la de la Salut, llavors custodiadora de la imatge.

### Dimarts Sant
El Dimarts Sant se celebra la processó de la Dolorosa. Les confraries de la ciutat acompanyen a la imatge de la imatge de la Dolorosa partint d'Església de Sant Nicolau per arribar a la Sang. La confraria titular d'aquesta processó és la Reial Confraria de la Dolorosa, que porta la seva imatge fins a la Sang perquè, simbòlicament, la mare estigui amb el fill fins Dijous Sant.

### Dimecres Sant
Com el Dilluns, la del Dimecres Sant és una processó relativament recent, i per això també hi havia diverses processons simultànies, fins a set: la del Sant Crist de la Santa Creu, de la qual és titular la confraria homònima i té un recorregut molt semblant a la dels Boters; la de Jesús del Gran Poder, pel barri del Polígon de Llevant; la del Sant Crist de l'Agonia, amb origen i final a la parròquia de Sant Pius X; la de la Salle, pel barri de Son Rapinya; la de Jesús de la Humilitat, amb origen i final a Santa Margalida; la de la Sang del Molinar, pel barri del Molinar; i la del Camí de Getsemaní, de Santa Mònica (als Hostalets) a la Soledat. Aquesta darrera, apareguda el 2004, fins al 2007 tengué la particularitat que tenia tres confraries titulars, que sortien cadascuna de la seva parròquia (la del Sant Crist de l'Agonia, de Sant Pius X; la de Santa Mònica, del Sagrat Cor, als Hostalets; i la de la Soledat, de l'església homònima), es trobaven a la plaça de Miquel Dolç (llavors encara Teniente Coronel Franco) i acabaven plegades a l'església de Sant Josep Obrer. Més tard, la Confraria del Sant Crist de l'Agonia modificà la seva processó, i Santa Mònica i la Soledat unificaren les seves parts en una sola processó que alternava cada any la sortida d'una parròquia amb el final a l'altra. Com en el cas de Dilluns, la reforma de 2018 limità el nombre de processons, i actualment només se celebren la del Camí de Getsemaní i la de Santa Creu, la més antiga.

### Dijous Sant
El Dijous Sant se celebra la processó més important de la Setmana Santa de Palma. És la processó dedicada al Sant Crist de la Sang. Hi participen totes les confraries de la ciutat. Surt de l'Església de la Sang i acaba a la Catedral.

### Divendres Sant

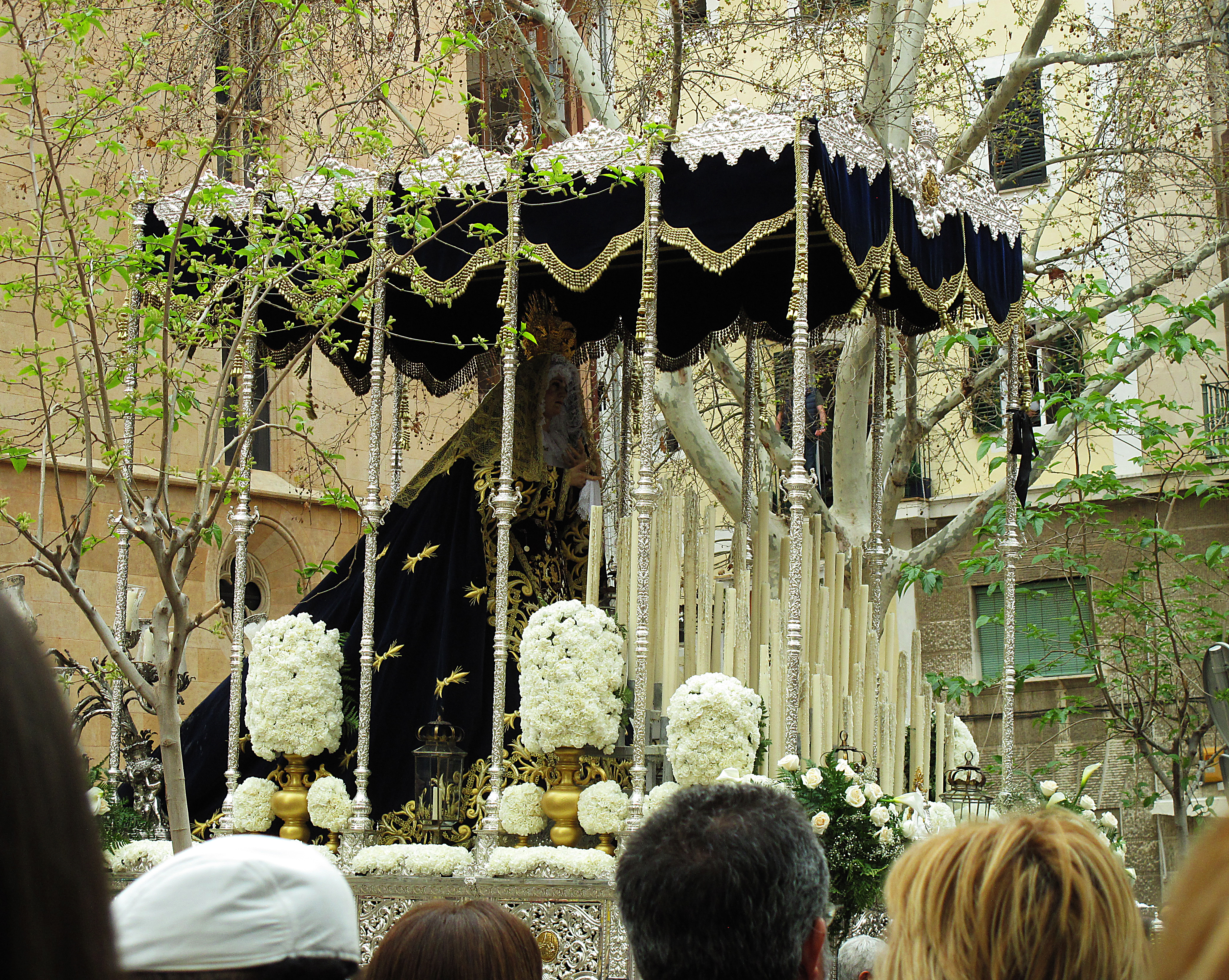
El pas de la Mare de Déu de la Salut en la Plaça Santa Eulàlia.

El Divendres Sant se celebra la processó del Sant Enterrament. Hi participen totes les confraries de la ciutat. Originàriament Divendres Sant se celebrava la mateixa processó del Sant Crist de la Sang, amb la mateixa imatge i el mateix recorregut, o de vegades una continuació de l'anterior; sovint acabava a la Sang i sovint s'escenificava un Sant Enterrament a la Seu. Aquest dia el Sant Crist visitava els convents més pròxims a l'Hospital, i concloïa la processó amb la representació del descendiment. El 1856 i durant uns anys més se celebrà una processó que sortia del desaparegut convent de Sant Francesc de Paula on es treia una imatge de la Soledat obra de l'Adrià. L'actual processó nasqué els anys cinquanta, quan diverses confraries es posaren d'acord per celebrar una processó amb orígens diferents però un itinerari comú amb final a l'Església del Socors; una de les pioneres fou la Confraria de la Joventut Seràfica, de Sant Francesc, que el 1951, una vegada acabada la processó de la Sang del Divendres Sant, continuà fins a la seva església, on escenificà el Sant Enterrament amb una imatge de l'església. Els anys següents, amb la creació del Comitè de Setmana Santa (precedent de l'actual Associació de Confraries de Setmana Santa), la processó es reedità fins que el 1960 consolidà definitivament l'actual processó, amb participació de totes les confraries i origen primer a la Seu, i després a Sant Francesc. Actualment surt de l'església de Sant Francesc i acaba a l'Església del Socors.
Abans de la creació de la processó del Sant Enterrament, però, havien existit altres processons alternatives de barriada. Així, la confraria de la Mare de Déu de la Salut organitzà un Enterrament propi d'ençà de 1958 per la barriada del Terreno; la del Remei, la de la Sang del Molinar per la barriada del Molinar; i la confraria de la Soledat organitzava una processó que sortia de l'església del mateix nom i per la barriada del mateix nom. Aquesta processó, que se celebrà per primera vegada el 1959, es deixà de celebrar, però es reedità els Dimecres Sant a partir del segle xxi.

### Pasqua de Resurrecció
Processó anomenada de l'Encontre que rememora la trobada de la Mare de Déu amb el Bon Jesús després de la Resurrecció. Se celebra a moltes esglésies i parròquies de la ciutat.

## L'Associació de Confraries de Setmana Santa
Les processons les coordina l'Associació de Confraries de Setmana Santa de Palma. La iniciativa aparegué els primers anys cinquanta, i a final de la dècada ja estava constituïda. En el seu origen hi ha la intenció de coordinar les confraries en les noves processons que s'estaven gestant, principalment la del Divendres Sant. Està constituïda com una federació de confraries i els estatuts es regeixen pel codi de dret canònic i per la normativa civil corresponent. Entre les seves principals funcions hi ha la coordinar les confraries en la confecció d'itineraris i hoarries per les processons i la de vetlar per mantenir la fe en les processons. Té dos òrgans de govern, la Junta Rectora i el ple, conformat per dos membres de cada confraria, i s'hi sotmeten a votació totes les propostes a més de la votació de la Junta Rectora. La Junta Rectora, en el debat ideològic sobre el caràcter de les processons palmesanes, generalment ha tengut un posicionament favorable a la tradició mallorquina i oposada a la incorporació d'elements forans. Al llarg del segle xxi, el debat ha estat intens i ha provocat diverses dimissions, com la de la Junta del 2001 o la de la del 2019.

## Polèmica
Tradicionalment, les processons mallorquines tenen un caràcter auster, silenciós i serè, lluny de l'espectacle, com ho prova el fet que els passos tradicionals eren imatges de dimensions reduïdes i portades amb andes per quatre persones. Amb el temps, però, la influència forastera ha anat influint les processons mallorquines; principalment amb aportacions andaluses, pel gran prestigi que gaudeixen aquelles processons però també, més endavant, pel contingent de població que migrà d'Andalusia a Mallorca. Les primeres influències arribaren a començament del segle xx, amb el nou model de vesta la creació de confraries a l'andalusa, i amb el temps ha anat influint la imatgeria, el model de pas (aparició dels primers costalers) i la devoció popular. Amb el temps, això també comportà l'arribada de les primeres mostres de passió, plors i cants, particularment de saetas, cantades espontàniament pels espectadors a les imatges. Tot i que la primera saeta cantada durant la Setmana Santa de Palma data d'abans de la Guerra, no tornaren a aparèixer fins als anys seixanta.
La coexistència d'aquests dos models de devoció popular ha comportat un xoc que ha comportat tensions. D'una banda, un sector considera que les processons de Palma han de mantenir el caràcter tradicional, prohibint el cant de saetas, limitant la participació de passos amb costalers i afavorint la participació d'imatges locals. Per altra banda, un altre sector considera que cal ser tolerant amb totes dues opcions, i permetre que cadascú visqui les processons de la seva manera. No obstant això, els partidaris de mantenir el caràcter tradicional han adduït arguments com ara que la participació de passos grossos portats a pes alenteix molt les processons, com també el cant de saetas, perquè sovint les imatges s'aturen durant l'actuació. Aquesta confrontació ha produït moments de tensió amb episodis d'enfrontaments verbals dins de les processons i sancions per part de l'Associació de Confraries, que generalment ha mantengut una postura favorable a la preservació de la tradició.